# Arkheia
 (juin 2018).
Arkheia est une revue historique, créée en 1999, sous-titrée « Histoire, Mémoire du Vingtième siècle en Sud-Ouest ».

## Présentation
Créée en 1999 par l'historien Max Lagarrigue (en) à Montauban (Tarn-et-Garonne), la revue Arkheia est publiée par l’association « Arkheia. Histoire, Mémoire du Vingtième siècle en Sud-Ouest ». Elle regroupe un collectif d'universitaires, d'enseignants, d'étudiants, d'historiens indépendants et de journalistes qui projettent de revisiter l’histoire du XXe siècle à travers le prisme de l'histoire régionale. 
Mêlant histoire nationale et régionale, la revue essaie d'aborder, sous la forme de dossiers ou d’articles de recherche, des sujets inédits ou sous un angle neuf. De la Grande Guerre à la Seconde Guerre mondiale, sans oublier les grands événements de l'après-guerre, Arkheia s’attache à expliquer à ses lecteurs l’histoire qui a marqué le Grand Sud-Ouest.
Faisant appel à des spécialistes français et étrangers, Arkheia donne aussi l’occasion aux acteurs et témoins de cette histoire de livrer leur témoignage. Elle a consacré plusieurs dossiers importants au gaullisme et à l'antigaullisme dans le Sud-Ouest, ainsi qu'un dossier sur « Vichy, État occitan ? » (n°14) coordonné par Emmanuel Le Roy Ladurie et Guillaume Bourgeois avec la collaboration entre autres de Michel Roquebert, historien du catharisme.
Cette revue a cessé de paraitre en 2011.